# عمرو بن شعيب
عمرو بن شعيب بن محمد، أبو إبراهيم او أبو عبد الله السهمي القرشي ، فقيه أهل الطائف، ومحدثهم، كان يتردد كثيرا إلى مكة، وينشر العلم، توفي سنة ثمان عشرة ومائة.

## نسبه
هو عمرو بن شعيب بن محمد بن عبد الله بن عمرو بن العاص بن وائل بن هاشم بن سعيد بن سهم بن عمرو بن هصيص بن كعب بن لؤي بن غالب بن فهر بن مالك بن النضر، بن كنانة بن خزيمة بن مدركة بن إلياس بن مضر بن نزار بن معد بن عدنان.
وقال الذهبي: وآل عمرو بن شعيب إلى اليوم لهم بقية بالطائف يتوارثون الوهط و هو بستان كبير إلى الغاية لجماعة كبيرة هو معاشهم.

## روايته للحديث النبوي
- حدث عن: أبيه فأكثر، وعن سعيد بن المسيب،وطاوس،وسليمان بن يسار، وعمرو بن الشريد بن سويد، وعروة بن الزبير، ومجاهد، وعطاء، وسعيد المقبري وعاصم بن سفيان، والزهري . وينزل إلى عبد الله بن أبي نجيح وطائفة، وقد حدث عن الربيع بنت معوذ، وزينب بنت أبي سلمة، ولهما صحبة، وعن عمته زينب السهمية وأرسل عن أم كرز الخزاعية .
- حدث عنه: الزهري، وقتادة، وعطاء بن أبي رباح شيخه، وعمرو بن دينار، ومكحول، ومطر الوراق، ووهب بن منبه، وحسان بن عطية، وأيوب السختياني وابن طاوس، وعاصم الأحول، وعطاء الخراساني، ويحيى بن سعيد الأنصاري، ويحيى بن أبي كثير، ويزيد بن أبي حبيب، ويزيد بن عبد الله بن الهاد، وهشام بن عروة، وعبد العزيز بن رفيع، وعبد الكريم الجزري، وثابت البناني، وبكير بن الأشج، وموسى بن أبي عائشة، وداود بن أبي هند، وحسين المعلم، وحبيب المعلم، وأسامة بن زيد الليثي، وسليمان بن موسى، وعامر الأحول، وابن عون، وعبيد الله بن عمر، والعلاء بن الحارث، والضحاك بن حمزة، وعبد الله بن عبد الرحمن بن يعلى الطائفي، وعبد الرحمن بن حرملة، وعبد الله بن عامر الأسلمي، وثور بن يزيد، وداود بن شابور، وداود بن قيس الفراء، ورجاء بن أبي سلمة، وابن إسحاق، والأوزاعي، وحجاج بن أرطاة، وعمرو بن الحارث، وابن عجلان والمثنى بن الصباح، وابن لهيعة، وهشام بن سعد، وهشام بن الغاز، وخلق سواهم.[1]

## أقوال العلماء فيه
الجرح والتعديل
- قال أبو أحمد بن عدي الجرجاني: ثقة في نفسه.
- قال أبو بكر البيهقي: ثقة.
- قال أبو حاتم الرازي: ليس بقوي يكتب حديثه وما وروى عنه الثقات فيذاكر به.
- قال أبو حاتم بن حبان البستي: إذا روى عن الثقات فهو ثقة.
- قال أبو حفص عمر بن شاهين: لا يجوز أن يعلل حديثه ولا يطرح.
- قال أبو دواد السجستاني: أحاديثه عن أبيه عن جده ليست بحجة، ولا نصف حجة.
- قال أبو زرعة الرازي: ثقة في نفسه، أنكر عليه أحاديثه عن أبيه.
- قال أبو عيسى الترمذي: من تكلم في حديثه إنما ضعفه لأنه يحدث عن صحيفة جده، كأنهم رأوا أنه لم يسمع هذه الأحاديث عن جده.
- قال أحمد بن حنبل: له أشياء مناكير، إنما نكتب حديثه نعتبره، فأما أن يكون حجة فلا.
- قال أحمد بن سعيد الدارمي: ثقة.
- قال أحمد بن شعيب النسائي: ثقة، ومرة: ليس به بأس.
- قال أحمد بن صالح الجيلي: ثقة، ومرة ثبت.
- قال إسحاق بن راهويه: إذا كان الراوي عن ثقة فهو كأيوب عن نافع.
- قال ابن حجر العسقلاني: صدوق.
- قال الأوزاعي: ما رأيت قرشيا أكمل منه.
- قال الدارقطني: في سؤالات أبي عبد الرحمن السلمي، قال: إذا قال عن أبيه عن جده، يوهم أن يكون جده الأعلى، أو جده الأدنى، ما لم يبين، فإذا بين فهو صحيح، ولم يترك حديث أحد من الأئمة.
- قال الذهبي: أحد علماء زمانه.
- قال زبان بن عمرو النحوي: كان لا يعاب عليه بشيء إلا أنه كان لا يسمع بشيء إلا حدث به.
- قال سفيان بن عيينة: غيره أوثق منه وقد روى عنه ثقات الناس، ومرة غيره خير منه.
- قال شعيب الأرناؤوط: صدوق.
- قال علي بن المديني: ما روى عنه أيوب وابن جريج، فذلك كله صحيح، وما روى عن أبيه عن جده، فذلك كتاب وجده، فهو ضعيف، ومرة: ثقة وكتابه صحيح
- قال محمد بن إسماعيل البخاري: عامة اصحابنا يحتجون بحديثه عن أبيه عن جده، ما تركه أحد من المسلمين.
- قال مصنفوا تحرير تقريب التهذيب: ثقة.
- قال هارون بن إسحاق الكوفي: لم يسمع من أبيه.
- قال يحيى بن سعيد القطان: ثقة إذا روى عنه ثقات، ومرة: حديثه عندنا واه.
- قال يحيى بن معين: يكتب حديثه، ومرة: ثقة في نفسه، ومرة: ليس بذاك، ومرة: كذاب، ومرة: سمع من أبيه، ثقة.
- قال يعقوب بن شيبة السدوسي: ثقة ثبت.